# 587 př. n. l.
Století: 7. století př. n. l. – 6. století př. n. l. – 5. století př. n. l.
Roky: 592 591 590 589 588 – 587 př. n. l. – 586 585 584 583 582

## Události
- červen – babylonský král Nabukadnezar II. dobývá Jeruzalém; zaniká judské království. Začíná tzv. babylonské zajetí (vročení nejisté, alternativní rok: 586 př. n. l.).
- v Malé Asii bojují Lýdové s Kimmerii.
- v Řecku války mezi pevninskými městskými státy.
- v Athénách vydává Solón zákony.
- počátky mincovnictví na Předním východě.

## Hlava státu
Médská říše:
- Kyaxarés II. (Uvachštra)

Persis:
- Kambýsés I.

Egypt:
- Haibre (26. dynastie)

Novobabylonská říše:
- Nabukadnezar II.